# الرسم الهولندي في العصر الذهبي
الرسم الهولندي في العصر الذهبي، فترة تاريخية امتدت تقريبًا إلى القرن السابع عشر، أثناء وبعد حرب الثمانين عامًا أو حرب الاستقلال الهولندية (1568-1748 ) بهدف الحصول على الاستقلال.
كانت جمهورية هولندا الجديدة الدولة الأكثر ازدهارًا في أوروبا؛ إذ كانت رائدة في التجارة والعلوم والفنون الأوروبية. وكانت تُعتبر المقاطعات الشمالية الهولندية المُشكّلة للدولة الجديدة مراكزَ فنية أقل أهمية من مدن أخرى، مثل: فلاندرز في الجنوب. اضطر الفن الهولندي أن يعيد إظهار نفسه نتيجة الاضطرابات وعمليات النقل واسعة النطاق لسكان الحرب، والانفصال الحاد عن التقاليد الثقافية الملكية والكاثوليكية القديمة. تراجع إنتاج اللوحات التي تتناول الموضوعات الدينية بشكل كبير، ولكن نشأ سوق جديد كبير لجميع أنواع العلمانيين.
كان الرسم الهولندي في العصر الذهبي من ضمن الفترة الأوروبية العامة للرسم الباروكي، وأظهر العديد من خصائصه، إلا أنه افتقر إلى المثالية وحب النموذجية للعديد من الأعمال الباروكية، بما في ذلك الرسم الفلمنكي الباروكي. عكست معظم الأعمال تقاليد الواقعية المفصلة الموروثة من اللوحة الهولندية المبكرة.
من السمات المميزة لهذه الفترة انتشار أنواع فنية مختلفة من اللوحات، مع إنتاج غالبية الفنانين للجزء الأكبر من أعمالهم في واحدة من هذه الفترات. إن التطور الكامل لهذا التخصص المشاهَد من أواخر 1620، وحتى الغزو الفرنسي عام 1672 أو ما يُسمَّى سنة الكارثة كان جوهر الرسم في العصر الذهبي. أمضى الفنانون معظم حياتهم المهنية في رسم البورتريه والمناظر الطبيعية والمناظر البحرية والسفن، أو الطبيعة الصامتة، أو أحد الأنواع الفرعية ضمن هذه الفئات. اعتُبرت الكثير من هذه المواضيع جديدةً في الرسم الغربي، وكانت الطريقة التي رسم بها الهولنديون في هذه الفترة حتميةً لتطورهم المستقبلي.

## أنواع الرسم
تميَّزت هذه الفترة، مقارنةً بالرسومات الأوروبية السابقة، بوجود عددٍ محدودٍ من اللوحات الدينية. حرمت الكالفينية الهولندية اللوحات الدينية في الكنائس، وأُنتجَ عدد قليل منها نسبيًا على الرغم من أن الموضوعات الإنجيلية كانت مسموحة في المنازل الخاصة. كانت الأصناف التقليدية الأخرى مثل: اللوحات التاريخية والبورتريه موجودةً أيضًا، لكن برزت هذه الفترة من خلال مجموعة متنوعة ضخمة من الأنواع الأخرى، مقسمة إلى عدة فئات، مثل: مشاهد من حياة الفلاحين والمناظر الطبيعية ومناظر المدينة وفن التصوير الطبيعي مع الحيوانات واللوحات البحرية ولوحات الزهور والطبيعة الصامتة من أنواع مختلفة. تأثر تطور العديد من هذه الأنواع من اللوحات بفنانين هولنديين في القرن السابع عشر.
أدت النظرية واسعة الانتشار حول «هرميّة الأنواع» في الرسم -إذ اعتُبرَت بعض الأنواع أكثر شهرةً من غيرها- إلى رغبة العديد من الرسامين بإنتاج لوحاتٍ تاريخية. لكن وجد الرسام الهولندي رامبرانت أنها كانت الأصعب للبيع. أُجبرَ العديد منهم على إنتاج البورتريه أو مشاهد من النوع الذي يُباع بسهولةٍ أكبر. رُتبت الفئات تنازليًا حسب التسلسل الهرمي إلى:
- الرسم القصصي أو الرسم التاريخي، بما في ذلك التمثيل (أدب) والرموز الدينية الشعبية.
- رسم البورتريه، بما في ذلك: نمط تروني.
- الفن النوعي أو تصوير مشاهد من الحياة اليومية.
- فن التصوير الطبيعي، بما في ذلك المناظر البحرية والمعارك ومناظر المدن والآثار.[3]
- الطبيعة الصامتة.

ركز الهولنديون بشدة على الفئات «السفلية» ضمن التصنيف، لكنهم رفضوا من كل بد مفهوم التسلسل الهرمي. كانت اللوحات في معظمها صغيرةً نسبيًا - وكان النوع الوحيد الشائع من اللوحات الكبيرة هو البورتريه لمجموعة أشخاص. نادرًا ما وُجد الرسم بشكل مباشر على الجدران؛ عندما كانت تحتاج مساحة أحد الجداران في مبنى ما إلى تزيين، كان يُستخدَم القماش المؤطر لهذا الغرض. استخدم العديد من الرسامين الألواح الخشبية للحصول على دقة إضافية على السطوح الصلبة، لكن بعد تخلي بقية أوروبا الغربية عنهم؛ استخدم البعض الصفائح النحاسية. في المقابل، تناقص عدد لوحات العصر الذهبي الباقية بسبب انخراطهم في أعمال جديدة لفنانين على مدار القرنين الثامن والتاسع عشر.
كانت أعمال النحت الهولندية قليلةً جدًا خلال هذه الفترة؛ إذ عُثرَ على غالبها في فن الشعائر الجنائزية في المقابر المرتبطة بالمباني العامة، واعتُبرت المنحوتات الصغيرة الموجودة في المنازل مجرد ثغرات، سرعان ما حلّت محلها الفضيات والسيراميك. كانت قطع الخزف الدلفي المطلية رخيصةً وشائعةً جدًا، وإن كانت نادرًا ما تتمتع بجودة عالية، إلا أن الفضة، خاصةً على الطراز المُفصّص، هي التي اشتُهرت في أوروبا. لكن ما عدا ذلك تركزت أفضل الجهود الفنية على الرسم والطباعة.

## عالم الفن

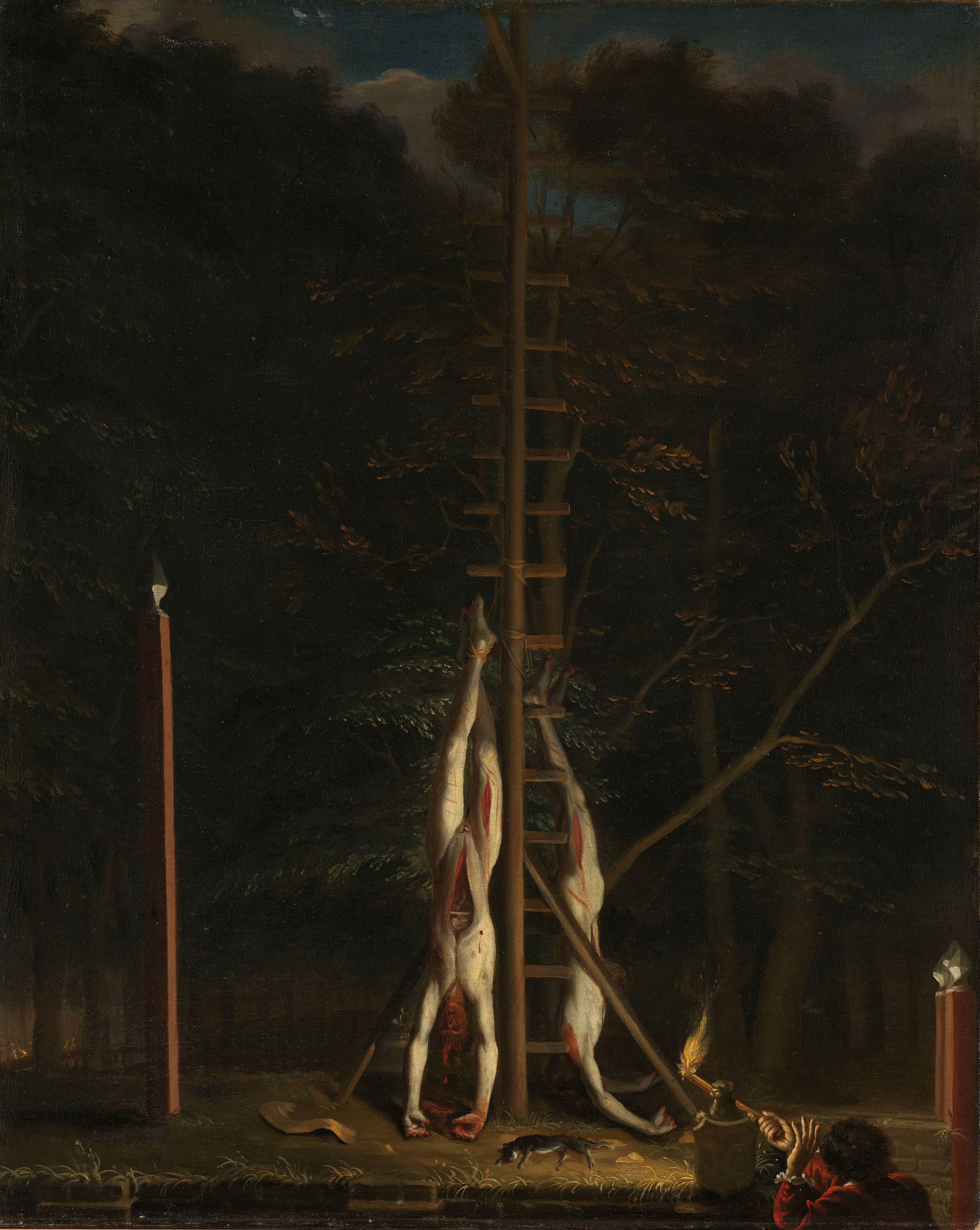
جثث الأخوان دي ويت بريشة رسام العصر الذهبي الهولندي يان دي باين رسمها 1672–1675. متحف ريجكس في أمستردام.

لاحظ الأجانب الكميات الهائلة من الفن المُنتج والمعارض الكبيرة التي بِيعَت فيها العديد من اللوحات - قُدّرَ عدد اللوحات التي رُسمت في هولندا في العشرين عامًا بعد عام 1640 بأكثر من 1.3 مليون لوحة. يبين حجم الإنتاج الكبير أن الأسعار كانت منخفضة إلى حد ما، باستثناء لوحات الفنانين المشهورين؛ كما هو الحال في معظم الفترات اللاحقة، كان هناك ارتفاع حاد في الأسعار لصالح الفنانين الأكثر عصرية. أما أولئك الذين لا يتمتعون بصيتٍ قوي، أو الذين ابتعدوا عن الموضة، من بينهم فنانون يعتبرون الآن من بين العظماء في تلك الفترة، مثل: يوهانس فيرمير وفرانز هالز ورامبرانت في سنواته الأخيرة، فقد واجهوا مشاكل كبيرة في كسب لقمة العيش وتوفي الفقراء منهم؛ امتلك العديد من الفنانين وظائف أخرى، وبعضهم تخلَّى عن الفن بالكامل. أدى الغزو الفرنسي في عام 1672 (سنة الكارثة)، إلى حدوث كسادٍ حادٍ في السوق الفني، والذي لم يعد مطلقًا إلى سابق عهده.
كان التنوع في اللوحات واسعًا جدًا، ووفقًا لأحد المسافرين الإنجليز في عام 1640: «نعم، الكثير من الحدادين والإسكافيين، سيكون لهم بعض اللوحات في أماكن عملهم الخاصة بهم، هذه هي الفكرة والمتعة التي يجب على سكان البلد الأصليين أن يرسموها». وفعليًا لأول مرة كان هناك العديد من تجار الفن المحترفين، والفنانين البارزين، مثل: فيرمير ووالده، وجان فان غوين وفيليم كالف. كان التاجر الخاص بالفنان ريمبراند، هندريك فان أولينبرغ، وابنه غيريت من بين الأهم. كانت المناظر الطبيعية أسهل الأعمال التي لم تُباع، ووفقًا لصموئيل فان هوخستراتين فإن رسامي هذه اللوحات كانوا «من المشاة في جيش الفن».
كانت الجودة الفنية للفنانين الهولنديين عالية عمومًا، وظلَّ معظمهم يتبع نظام التدريب القديم من العصور الوسطى من خلال التمرين تحت إشراف أستاذ. وكانت ورشات العمل عادةً أصغر من مثيلاتها في فلاندرز أو إيطاليا، مع وجود متدرب واحد أو اثنين فقط في كل مرة، وغالبًا ما كان العدد مقيدًا بموجب لوائح النقابة. أدت الاضطرابات في السنوات الأولى للجمهورية، مع الفنانين النازحين من الجنوب إلى الشمال وفقدان الأسواق التقليدية في البلاط والكنيسة، إلى عودة نقابات الفنانين، والتي ظلَّت تحت اسم نقابة القديس لوقا. حاول هؤلاء الفنانون في كثير من الحالات، تحرير أنفسهم من تجمعات القرون الوسطى من خلال مشاركتهم في نقاباتٍ لمهنٍ أخرى، مثل: الرسم المنزلي. أُسِّست العديد من النقابات الجديدة في تلك الفترة: أمستردام في 1579، هارلم في 1590، خاودا وروتردام وأوترخت ودلفت بين عاميّ 1609 و 1611. لم تثق سلطات لايدن في النقابات ولم تسمح بها حتى عام 1648.
أصبح من الواضح لاحقًا لجميع المعنيين أن الفكرة القديمة عن النقابة المُتحكمة في التدريب والمبيعات لم تعد مفيدة، لذلك استُبدلت بالنقابات تدريجيًا أكاديميات، وكانت معنيةً فقط بتدريب الفنانين.

## معرض صور

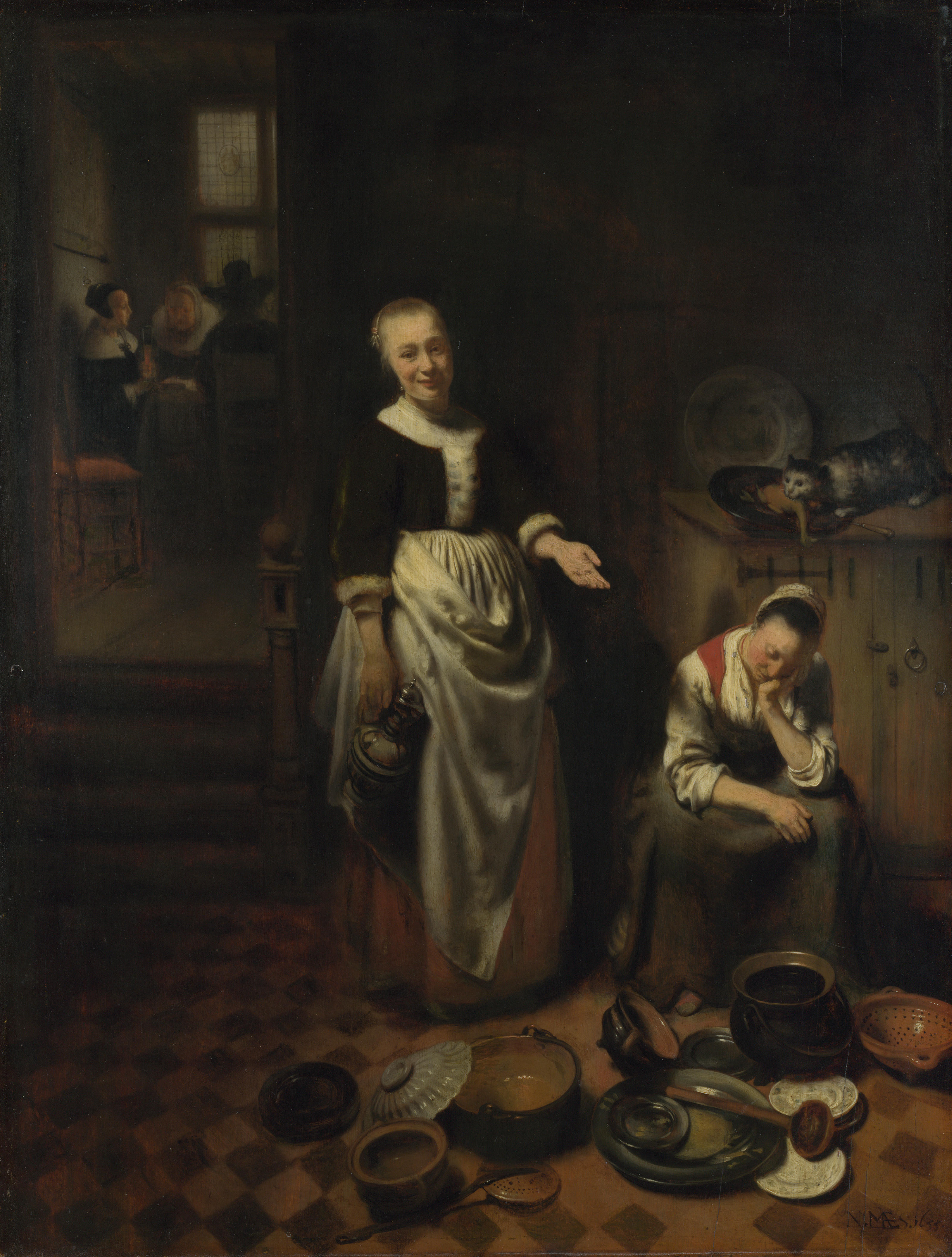
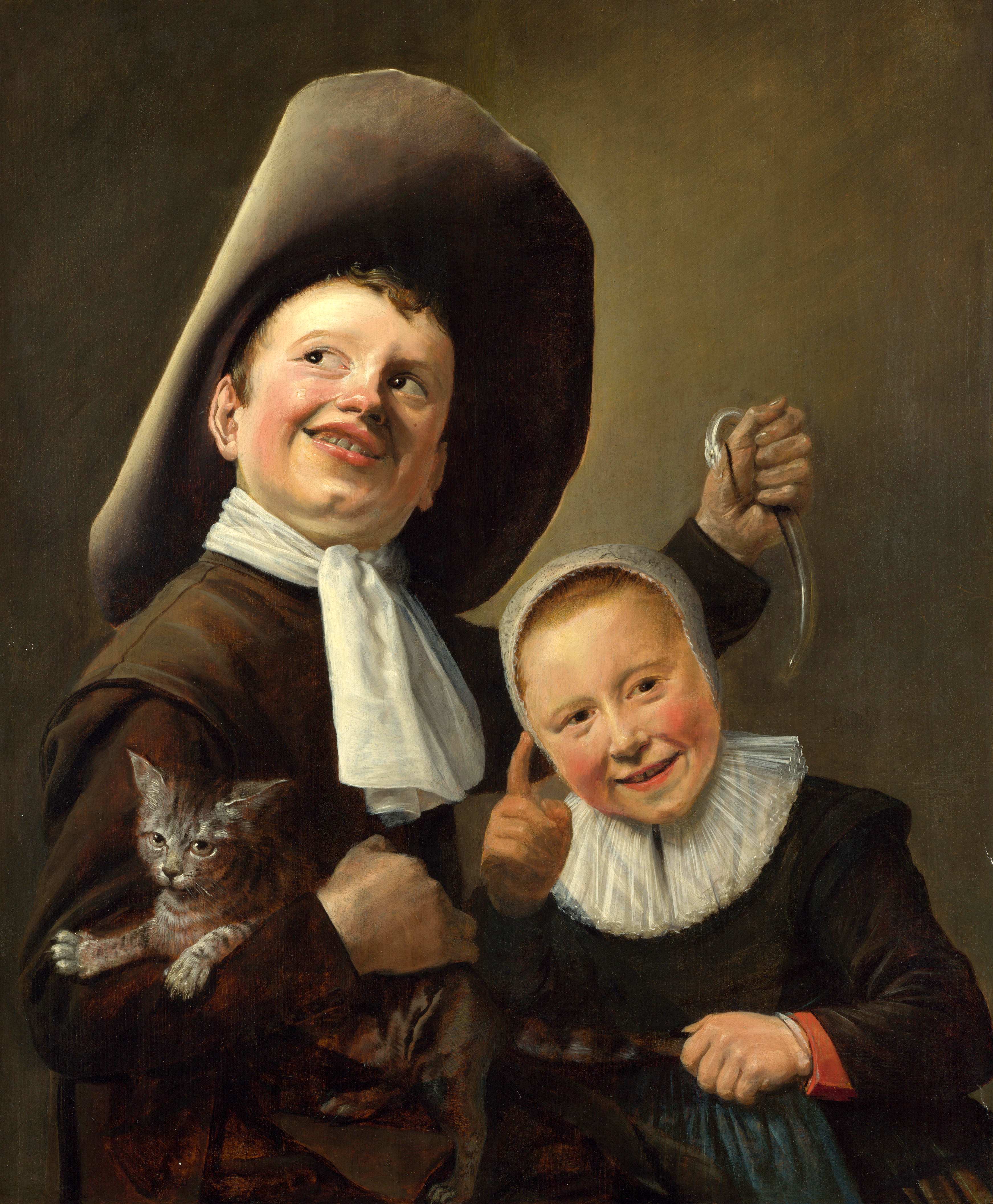
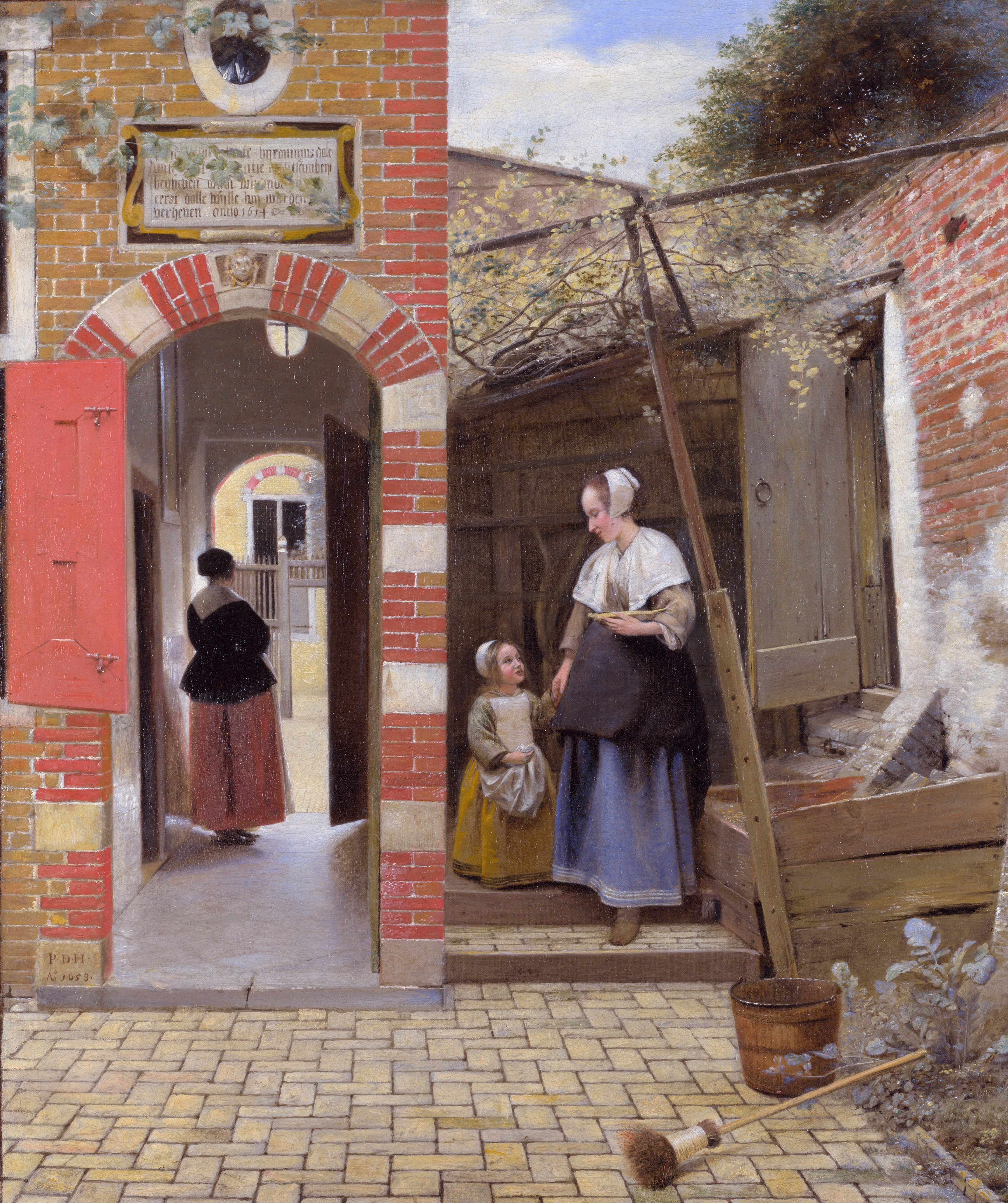
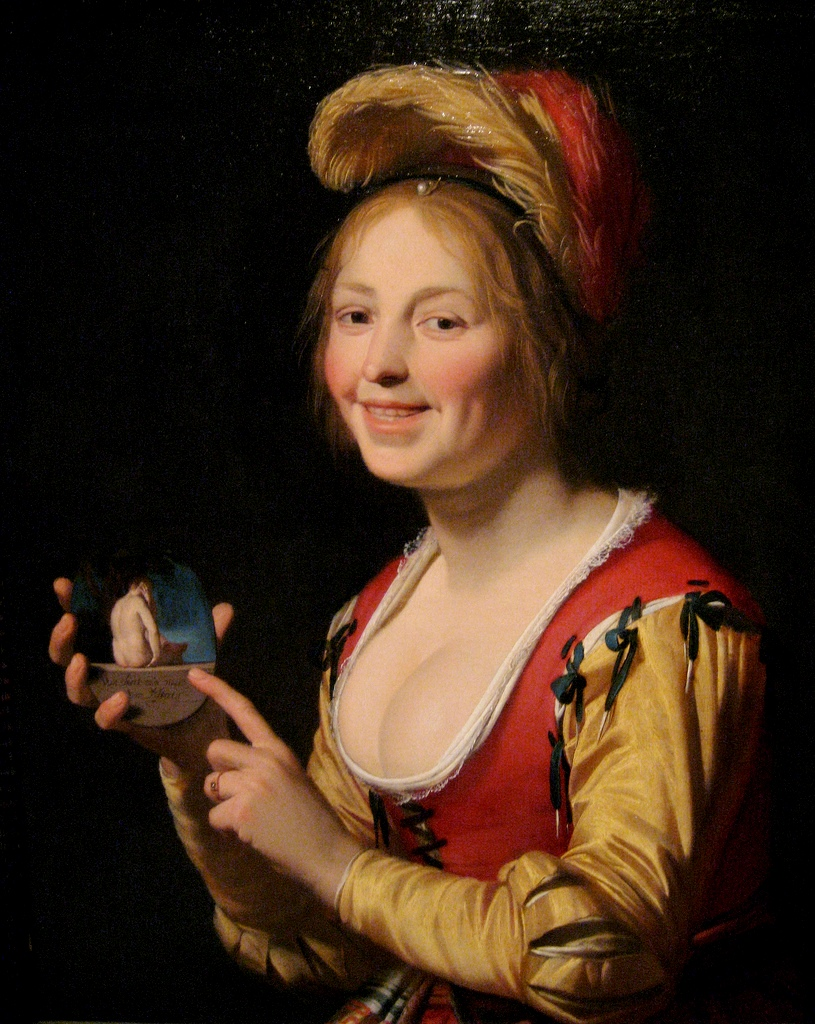
امرأة شابة تحمل مدلاة بريشة الرسام الهولندي جيرارد فان هونثورست 1625. متحف سانت لويس للفنون، ميزوري.
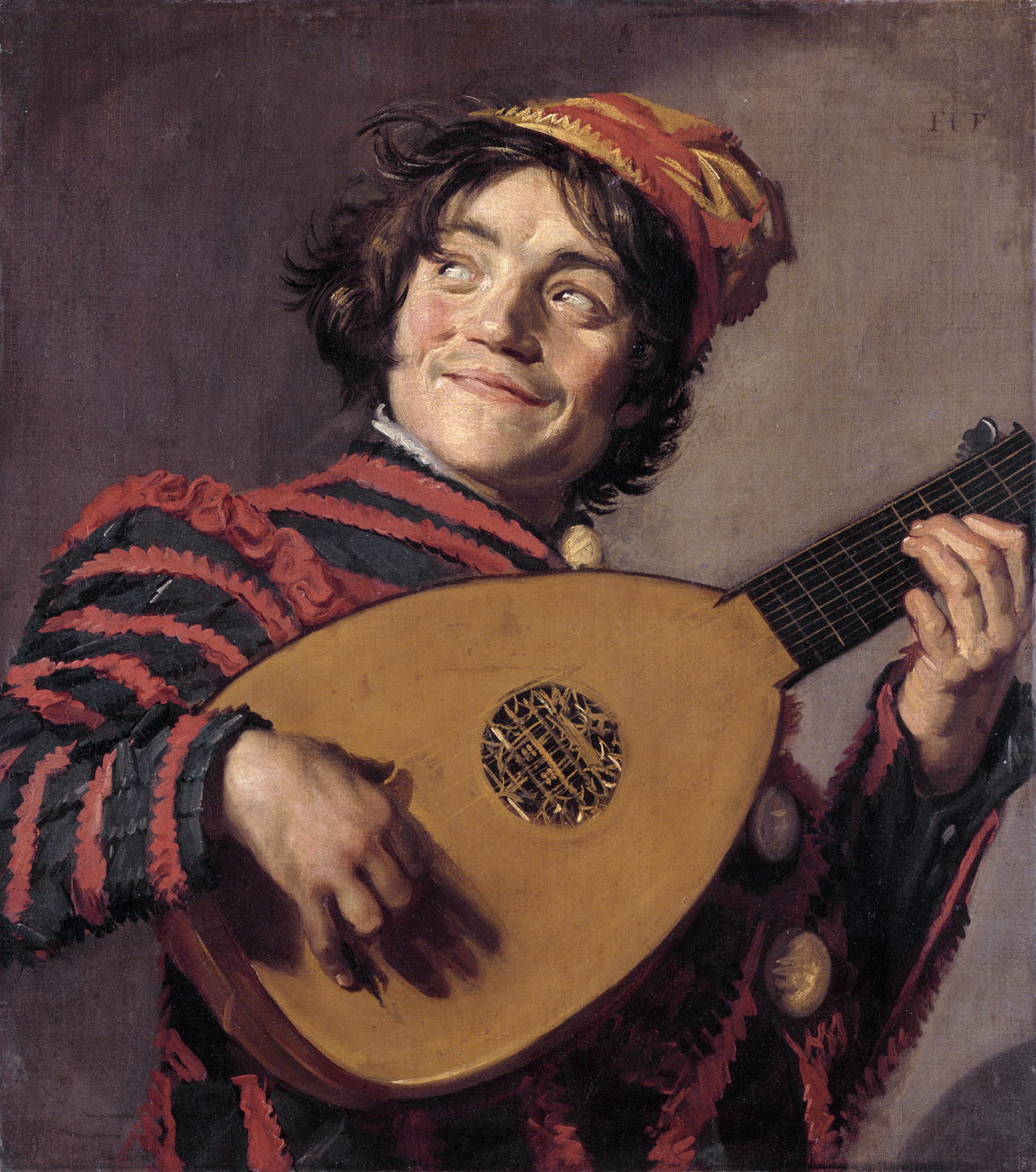
عازف العود بريشة هارلم فرانس هالز عام 1623 . متحف اللوفر، باريس.